# Mount Milton
Mount Milton är ett berg i Antarktis. Det ligger i Västantarktis. Chile gör anspråk på området. Toppen på Mount Milton är 3 000 meter över havet.
Terrängen runt Mount Milton är huvudsakligen bergig. Trakten är obefolkad. Det finns inga samhällen i närheten. 